# ニック・デービス
ニック・デービス（Nick Davis（本名：Nathaniel William Davis）、 1976年9月27日 - ）は、アメリカ合衆国・ニューヨーク州出身のプロバスケットボール選手である。ポジションはセンター。背番号は21。203cm、98kg。

## 来歴
アーカンソー大学卒業後、CBAやプエルトリコのリーグを経て、2000-01シーズンはデンソーでプレイ。その後、スペイン、イタリア、ベネズエラ、フランス、プエルトリコのリーグを渡り歩いた後、2004年新潟アルビレックスBBに移籍。
bjリーグ初年度は最多リバウンドとベスト5のタイトルを獲得した。
新潟所属時はフリースローを不得手としており、2006-2007プレーオフセミファイナルでは、6本中1本しか成功できなかった。
2007-2008シーズンに東京アパッチに移籍。昨年最下位のチームを準優勝に導いた。課題のフリースローもジョー・ブライアントヘッドコーチの矯正により改善された。
2010年1月、東京を退団。